# Педро Мулленс
Педро Ісаак Мулленс-Геррера (ісп. Pedro Isaac Muléns Herrera, 22 грудня 1985, Камагуей) — кубинський борець греко-римського стилю, триразовий чемпіон Панамериканських чемпіонатів, чемпіон Панамериканських ігор, дворазовий бронзовий призер чемпіонатів світу, учасник олімпійських ігор.

## Життєпис
Боротьбою почав займатися з 1993 року.
Виступав за борцівський клуб «Серро Пеладо» з Гавани. Тренер — Педро Валь. 

## Спортивні результати на міжнародних змаганнях

### Виступи на Олімпіадах
| Змагання                    | Збірна | Вагова категорія                 | Місце |
| --------------------------- | ------ | -------------------------------- | ----- |
| Літні Олімпійські ігри 2012 | Куба   | греко-римська боротьба, до 66 кг | 5     |

На літніх Олімпійських іграх 2012 року в Лондоні програв у першому поєдинку Кім Хьон У з Південної Кореї, який згодом став олімпійським чемпіоном. Це дозволило кубинцю взяти участь у втішному фіналі, де він переміг Ованнеса Вардерезяна з Вірменії і Едгараса Вентскайтіса з Литви, але поступився Стіву Гено з Франції і посів п'яте місце.

### Виступи на чемпіонатах світу
| Змагання                        | Збірна | Вагова категорія                 | Місце  |
| ------------------------------- | ------ | -------------------------------- | ------ |
| Чемпіонат світу з боротьби 2009 | Куба   | греко-римська боротьба, до 66 кг | Бронза |
| Чемпіонат світу з боротьби 2011 | Куба   | греко-римська боротьба, до 66 кг | Бронза |
| Чемпіонат світу з боротьби 2013 | Куба   | греко-римська боротьба, до 66 кг | 18     |

### Виступи на Панамериканських чемпіонатах
| Змагання                                   | Збірна | Вагова категорія                 | Місце  |
| ------------------------------------------ | ------ | -------------------------------- | ------ |
| Панамериканський чемпіонат з боротьби 2009 | Куба   | греко-римська боротьба, до 66 кг | Золото |
| Панамериканський чемпіонат з боротьби 2010 | Куба   | греко-римська боротьба, до 66 кг | Золото |
| Панамериканський чемпіонат з боротьби 2012 | Куба   | греко-римська боротьба, до 66 кг | Золото |

### Виступи на Панамериканських іграх
| Змагання                  | Збірна | Вагова категорія                 | Місце  |
| ------------------------- | ------ | -------------------------------- | ------ |
| Панамериканські ігри 2011 | Куба   | греко-римська боротьба, до 66 кг | Золото |

### Виступи на інших змаганнях
| Змагання                        | Збірна | Вагова категорія                 | Місце  |
| ------------------------------- | ------ | -------------------------------- | ------ |
| Кубок Гранми з боротьби 2012    | Куба   | греко-римська боротьба, до 66 кг | Золото |
| Trophee Milone 2012             | Куба   | греко-римська боротьба, до 66 кг | Срібло |
| Cerro Pelado International 2013 | Куба   | греко-римська боротьба, до 66 кг | Золото |
| Кубок Гранми з боротьби 2014    | Куба   | греко-римська боротьба, до 66 кг | Бронза |